# موست
موست (به چکی: Most، به آلمانی: Brüx) یکی از شهرهای جمهوری چک در شمال غربی کشور است. این شهر مرکز بخش موست در استان اوستی ناد لابم است.
موست در میان کوه‌های مرکزی چک و رشته‌کوه اوره، در حدود ۷۷ کیلومتری شمال غربی پراگ، در امتداد رود بیلینا و در جنوب غربی شهر اوستی ناد لابم (مرکز منطقه) جای دارد. جمعیت موست بر پایه آمار سال ۲۰۰۹ برابر با ۶۷٬۱۸۹ نفر و مساحتش ۸۶٫۹۴ کیلومتر مربع است.
جمعیت آن در سال ۲۰۰۷ میلادی ۶۷٫۶۹۱ نفر بوده‌است.